# Denise Pearson
Denise Lisa Pearson (London, 1968. június 13. –) angol énekes-dalszerző. A brit Five Star nevű pop/R&B együttes vezető énekese, melyet ő és négy testvére alkotott. A csapatot édesapjuk Buster Pearson hozta létre, és irányította 1983-tól. Az együttes hivatalosan 2001-ben oszlott fel, bár azóta néha fellépnek.

## Karrierje
Amellett, hogy énekes is volt, a csapat legtermékenyebb dalszerzője volt. Öt dalt írt az együttesnek, köztük a "Stay Out of My Life" (1986) (a Five Star egyetlen saját maga által írt Top 10-es dala), a "Hard Race" (1987), a "There's a Brand New World)" (1988) és a "What About Me Baby" (1990), valamint olyan balladák, mint a "Live Giving Love" (1987), a "Let Me Be Yours" (1988), a "Feel Much Better" (1990), a "Funktafied" (2001) a "Don't Let Me Be the Lonely One" (2001) és a "Tell Me What You Want" (2001) is többek között. 
1986-ban a Five Star Grammy-díj jelölést kapott a "legjobb ritmus és blues instrumentális dal" előadás kategóriában. Pearson "First Avenue" című kompozíciójáért, amely az együttes első slágerének, az "All Fall Down" kislemezének a B. oldalán szerepelt.

## A Five Star után
A Five Staron kívüli projektek között szerepelt a "This Pain" 1997-es felvétele, egy duett a Bros egykori énekesével, Matt Goss-szal. Pearson 2001-ben a Tamia háttérvokálját énekelte a Stranger in My House című dalban (ahogy az a WB For Your Love című sorozatában is hallható).
2005-ben Pearson és Ryan Tedder, a OneRepublic együttes énekes-dalszerzője több dalt is közösen írtak, köztük az "Over You"-t, amelyet maga Denise énekelt, és a "Strike"-ot, amelyet az amerikai tini sztár, Nikki Flores adott elő. Együtt dolgoztak a Five Star 1986-os slágerének, a "System Addict" új változatán is.
2007-ben Pearson bejelentette, hogy szólóanyagokon dolgozik. 2008 májusában promóciós videót készített az egyik dalához, Stedman testvérével, valamint egy képzett háttérénekesekből és táncosokból álló csapattal Együtt Denise több dalt is játszott a  Five Star berkein belül, hogy megünnepelje az együttes 25. évfordulóját.
2009-ben Pearson a West End Színház Thriller - Live című musicalben debütált, mely Michael Jackson zenéin alapul. 2009-ben a Citiy Life magazin úgy jellemezte őt, mint "kísértetiesen tökéletes hangmagassággal rendelkező női előadó" akinek hangja hasonlít Michael Jacksonéra.
2011 szeptemberében Pearson énekesként szerepelt az új West End show-ban a Respect La Diva címűben, mely korlátozott ideig futott a Garrick színházban.
2012 márciusában Denise versenyzőként szerepelt a BBC tehetségkutató műsorában a The Voice UK címűben. Csatlakozott Tom Jones csapatához, miután elénekelte Christina Aguilera "Fighter" című dalát. Deniece Pearson elismerést kapott, azonban a verseny második fordulójában riválisát Ruth Browt választotta Ki Tom Jones az élő döntőre. Decemberben Pearson feltűnt első  pantomimjében a Milton Keynes Színház Hamupipőke című filmjében a Tündér keresztanyjaként Louie Spence mellett. A műsorban kiváló  kritikákat kapott, és három dalt is elénekelt. A "Don't Leave Me This Way", a "Let It Be" és a "Once Upon a Time" címűeket, melyek közül az utóbbi kettő megtalálható a szereppel egyidőben megjelent mini albumon amely egyszerűen a Deniece Pearson címet viseli.
A Baronet Entertainment-hez szerződtetett új vezetői megállapodással Denise támogatta a The Jackson's-t turnéja brit állomásainak szakaszán 2013 februárjában és márciusában. Szeptemberben Pearson kiadott egy EP-t "Freak Dance" címmel, illetve készített a dalhoz egy klipet, melyet a "The Chart Show"-én mutatták be. Az EP szerepelt egy "Rafiki Yangu" (szuhaéli nyelven: "a barátom") című dal is, amely Nelson Mandela valamint Afrika békéért és az utódokért folytatott harc előtt tiszteleg. A dal előadásából befolyt összeget a Nelson Mandela Gyerekalapítvány (Egyesült Királyság) kapta.
2014 júniusában megjelent Pearson első szólóalbuma, melyben az amerikai Wayne Gerard producer közreműködött, majd 2015-ben együtt turnézott az Egyesült Királyságban, testvéreivel, Stedmannal, Dorisszal és Delroy-val.  
Pearson 2016-ban vendégénekesként szerepelt a Top of the Pops című műsor újévi kiadásában, és közreműködött a Sigala nevű formáció "Easy Love" című dalában. 
Pearson a 2022-es Eurovíziós Dalfesztivál brit zsűri tagjaként vett részt a rendezvényen.

## Magánélete
A 90-es évek elején Pearson családjával Kaliforniába költözött, ahol feleségül ment egy autószerelőhöz, és Denise Saneinia lett. Annak ellejére, hogy a 90-es évek végén elvált, megtartotta ezt a nevet későbbi dalszerzői kreditjeinél, de még mindig Denise Pearson néven lép fel. 1994-ben megszületett fia, ifjabb Karan Saneinia, majd egy évvel később lánya Hassa Alexis Saneinia. Pearson 2005-ben visszaköltözött gyermekeivel az Egyesült Királyságba.